# Goswin Nickel
Goswin Nickel (1582 – 31 de julho de 1664) foi um padre jesuíta alemão, décimo superior geral de 1652 a 1664.